# Incudine (anatomia)
L'incudine è un piccolo osso (circa 0,7 cm) pari e simmetrico contenuto all'interno dell'orecchio medio. Fa parte della catena degli ossicini dell'udito, frapponendosi tra il martello e la staffa e trasmettendo le vibrazioni prodotte dalle onde sonore a quest'ultima. Fu descritto per la prima volta da Alessandro Achillini. Presenta un corpo e due radici (dette anche rami, branche o, più genericamente, apofisi o processi)

## Aspetto

### Corpo
Il corpo dell'incudine ha una forma cuboidale, essendo leggermente schiacciato in senso trasversale. La sua superficie anteriore mostra una faccetta articolare profonda concavo-convessa che va a costituire l'articolazione a sella con il martello (articolazione incudo-malleolare). Dal corpo si distaccano i due rami, pressoché ortogonalmente l'uno all'altro. Dal corpo si stacca il legamento superiore dell'incudine, che si porta al recesso epitimpanico.

### Ramo breve
Il processo più corto, superiore, ha una forma conica e si proietta indietro quasi orizzontalmente verso l'ingresso all'antro mastoideo (aditus ad antrum). Si attacca alla fossetta dell'incudine, nella porzione posteroinferiore del recesso epitimpanico, mediante il legamento posteriore dell'incudine.

### Ramo lungo
Il processo più lungo, inferiore, decorre lungo il basso in maniera quasi verticale, posto parallelamente dietro al manico del martello e quindi, piegandosi medialmente, termina con un'estremità arrotondata, detta processo lenticolare, ricoperta di cartilagine. Mediante questa superficie si articola con la testa della staffa, a formare l'articolazione incudo-stapediale.

## Ossificazione
Embriologicamente l'incudine deriva dal primo arco faringeo, così come il resto delle ossa coinvolte nella masticazione (quali l'osso mascellare e la mandibola). La cartilagine di Meckel derivante da esso, posteriormente, va a formare l'abbozzo che, durante il quarto mese di gestazione verrà sostituito da tessuto osseo per ossificazione encondrale.

## Evoluzione
L'incudine è presente esclusivamente nei mammiferi e deriva da un osso della mascella superiore presente nei rettili, detto osso quadrato.

## Ulteriori immagini

La catena degli ossicini dell'udito. L'incudine è indicato in arancio
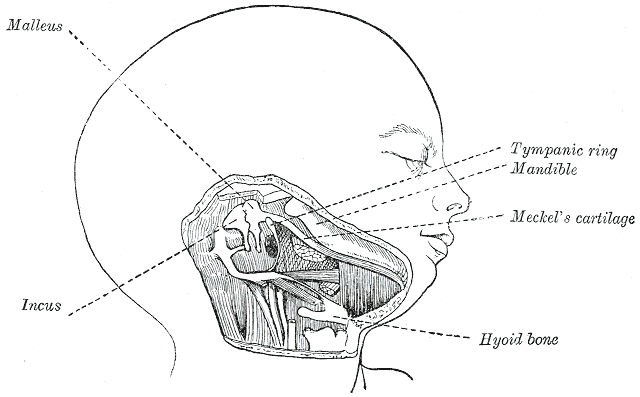
Testa e collo di un embrione umano di 18 settimane, con la cartilagine di Meckel e l'osso ioide in evidenza.
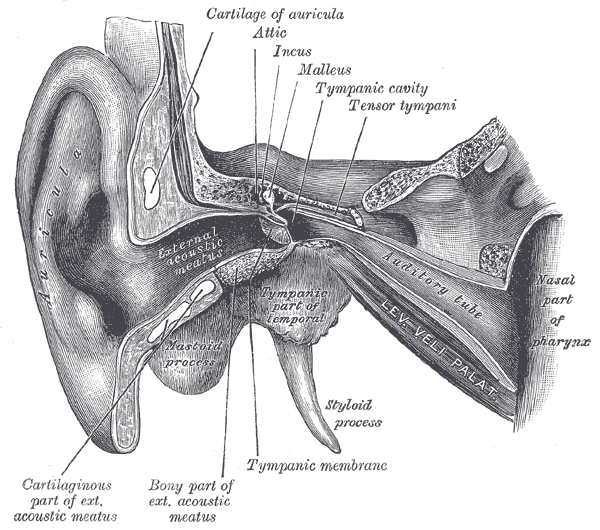
Orecchio esterno ed orecchio medio destri sezionati, visti frontalmente.
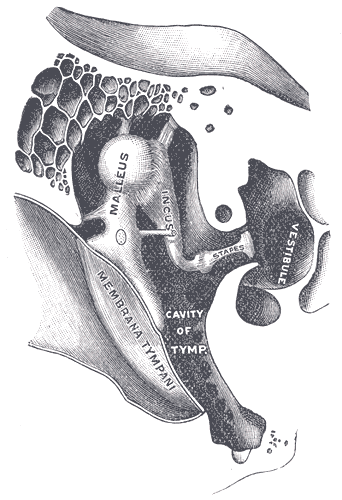
Catena degli ossicini dell'udito e dei corrispettivi legamenti, visione frontale di una sezione verticale dell'orecchio medio.